# 하이퍼데이터
하이퍼데이터(hyperdata)는 하이퍼텍스트가 다른 장소의 다른 텍스트에 연결된 텍스트를 가리킬 때 다른 장소의 다른 데이터 객체로 연결된 데이터 객체이다. 하이퍼데이터는 데이터의 그물을 형성할 수 있게 하여, 상호 관련되지 않은(적어도 연결이 되지 않은) "웹 상의 데이터"로부터 진화시킨다.
하이퍼텍스트가 보통 월드 와이드 웹을 가리킬 때 사용하지만 동시에 더 넓은 의미에서 하이퍼데이터는 시맨틱 웹을 가리키지만 마이크로포맷(XHTML 친구망 포함) 등 다른 데이터 연결 기술들로 의미가 더 확장될 수 있다.

## 같이 보기
- 링크드 데이터
- 웹 리소스
- 웹 서비스